# Downtown Core

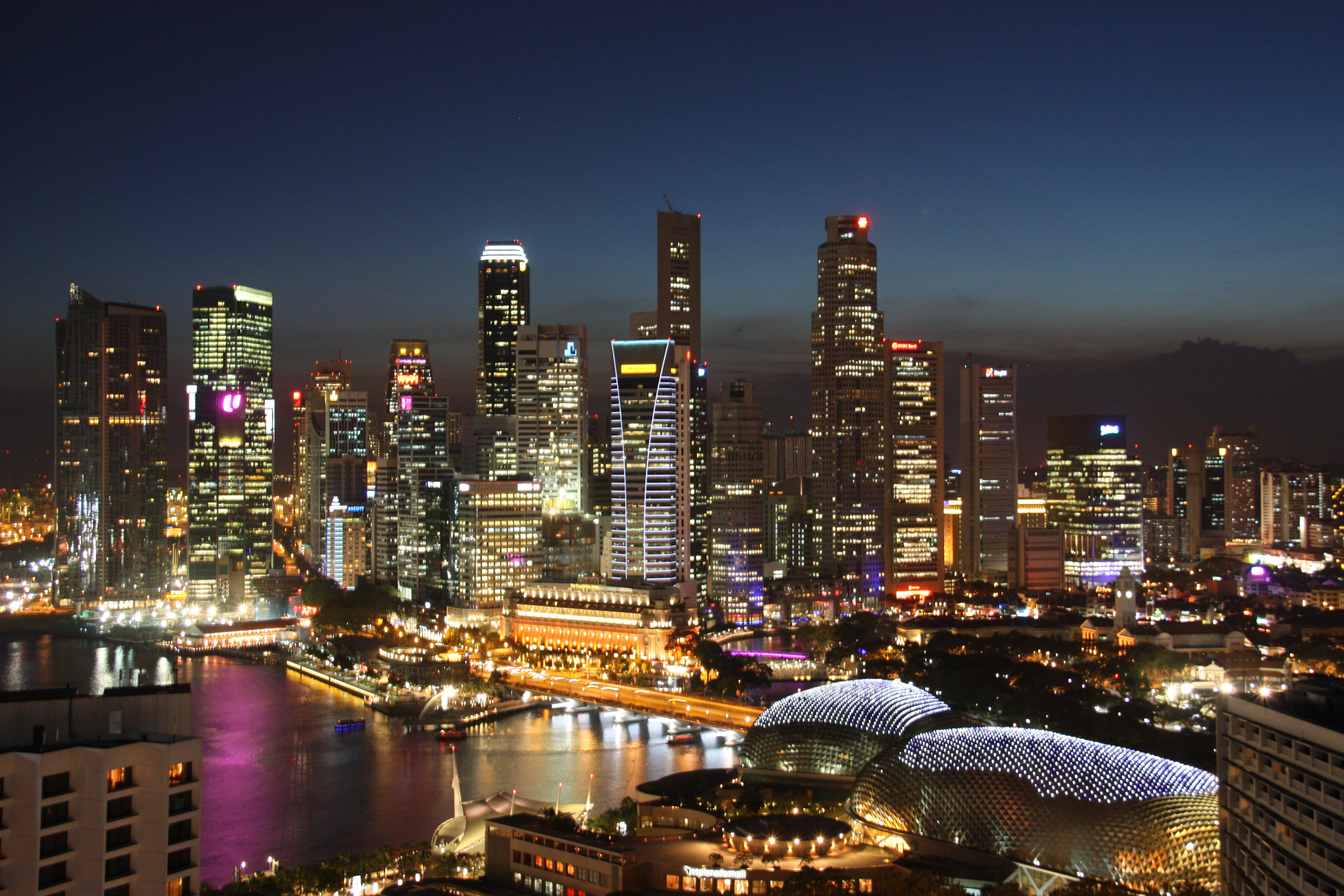
Vista del Downtown Core o Distrito financiero de Singapur.

Downtown Core es el distrito financiero de Singapur, una zona de 266 hectáreas situada en el sur de la ciudad estado. Downtown Core rodea la desembocadura del río Singapur y el sudeste de su cuenca, y es parte del Área Central, el distrito financiero de la ciudad. Es una de las zonas con mayor densidad de Singapur, más que otras divisiones del Área Central, porque gran parte de ella está llena de rascacielos. Como su nombre indica, constituye el centro económico de Singapur, e incluye zonas clave como Raffles Place y edificios administrativivos como el Parlamento, el Tribunal Supremo y Ayuntamiento así como numerosos edificios de oficinas y monumentos.

## Historia
La desembocadura del Río Singapur contenía el antiguo Puerto de Singapur, por lo que la ciudad creció a su alrededor. Cuando era una colonia joven, la zona conocida en la actualidad como Downtown Core era el centro financiero, administrativo y comercial de la colonia. En 1823, se reorganizó Singapur siguiendo el Plan Raffles de Singapur de Thomas Stamford Raffles, que designaba elementos como la Plaza Comercial (ahora Raffles Place) y la Ciudad Europea así como otras entidades comerciales y administrativas situadas entre ellos. Esta zona se convertiría posteriormente en el Downtown Core.

## Galería de imágenes

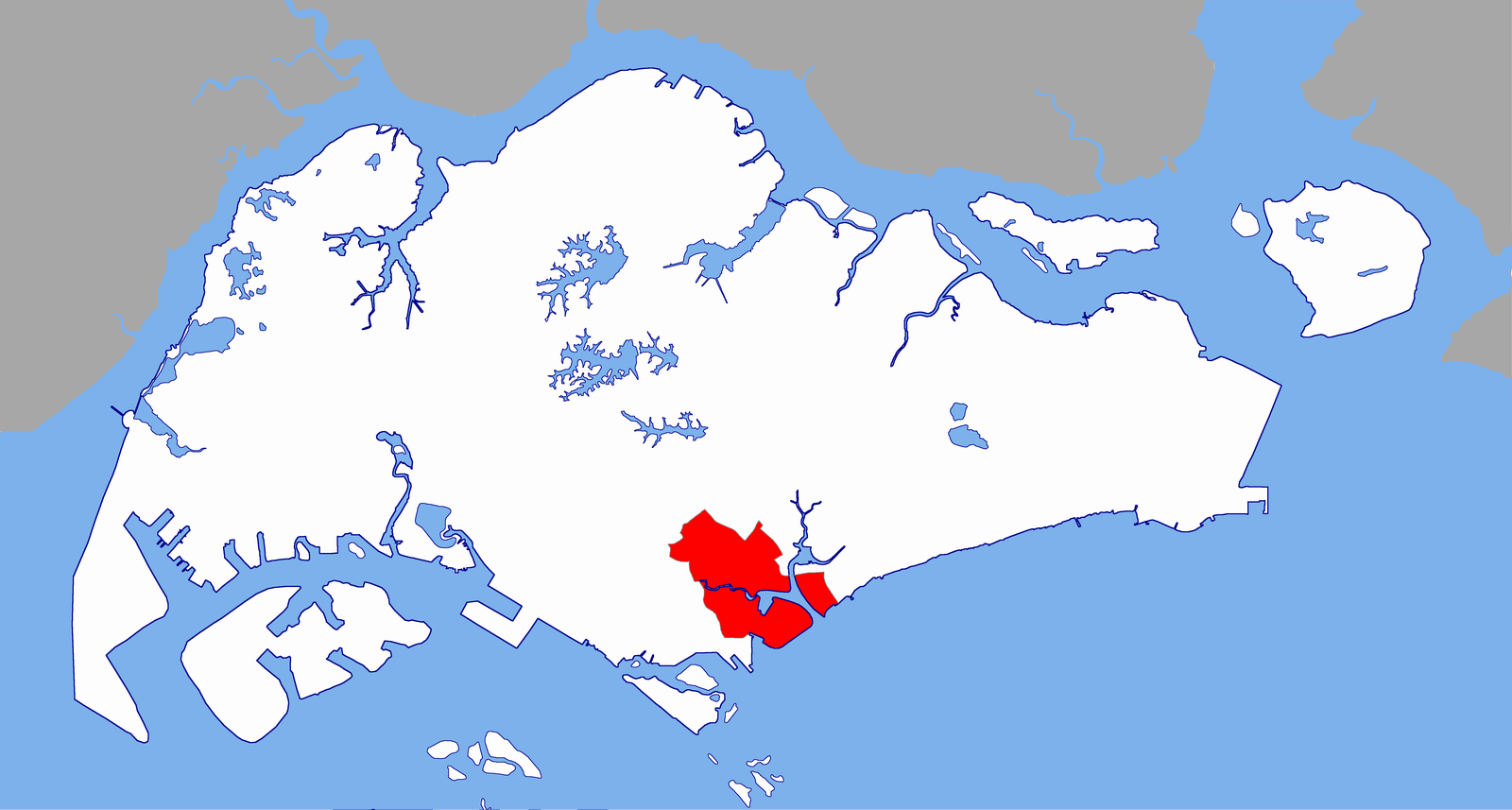
Downtown Core es una de las zonas que componen el Área Central de Singapur, resaltada en rojo.
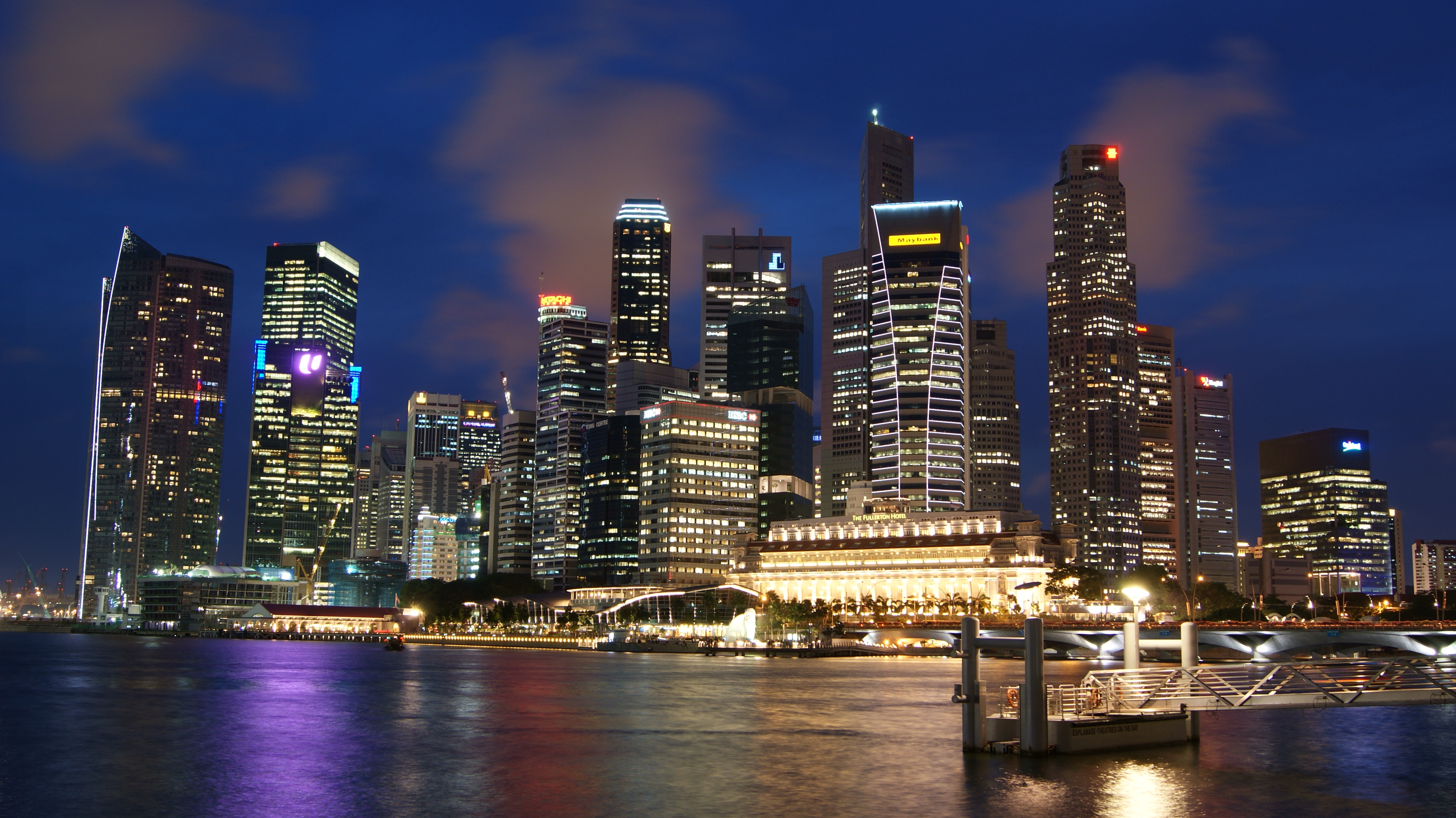
Parte sur de Downtown Core, dominada por edificios de oficinas en Raffles Place y Shenton Way.
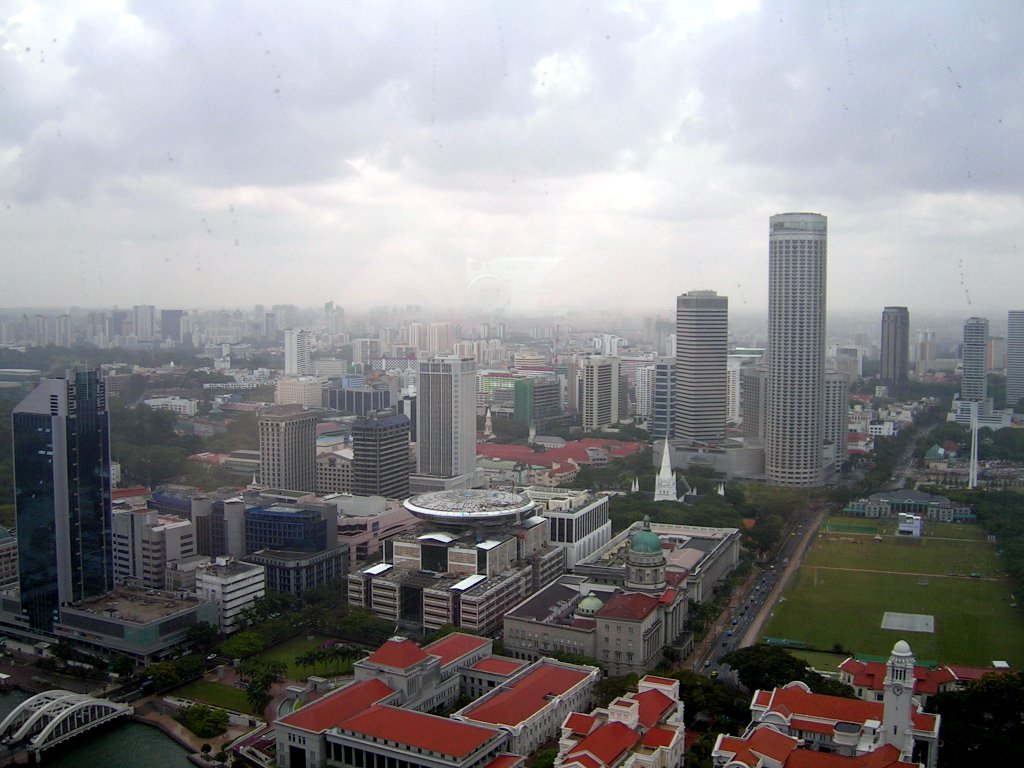
La parte norte de Downtown Core incluye las zonas Civic y Bugis. El Ayuntamiento y el Padang se pueden ver en primer plano.
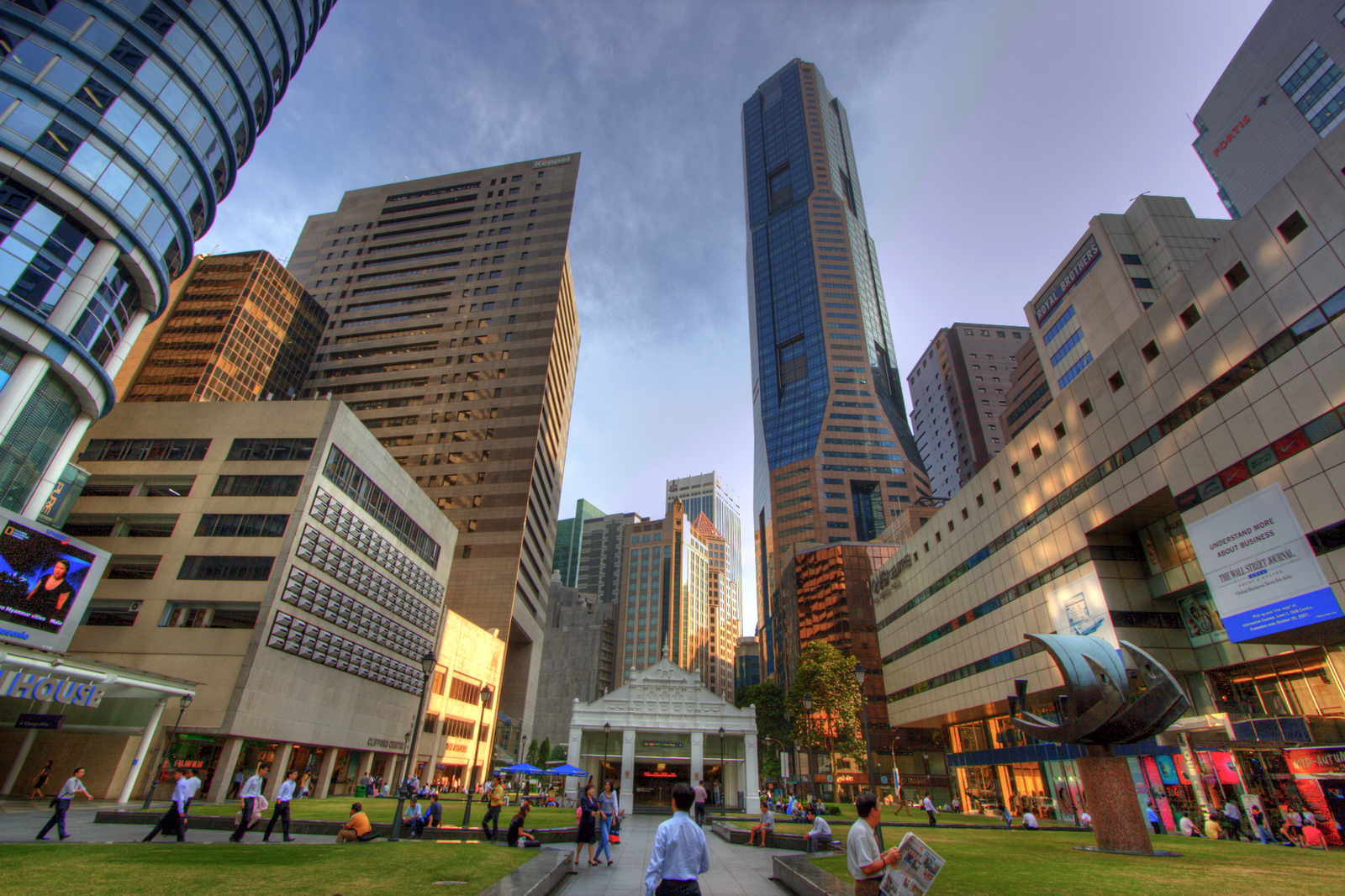
Los rascacielos que rodean el centro de Raffles Place.